# Sporting Club East Bengal 2020-2021
Questa voce raccoglie le informazioni riguardanti l'East Bengal nelle competizioni ufficiali della stagione 2020-2021.

## Stagione
Con l'arrivo di Shree Cement come investitori per la Indian Super League, nonostante fossero stati precedentemente acquistati alcuni calciatori, è stata stilata la lista dei 22 calciatori indiani che avrebbero preso parte alla competizione lasciando fuori ben 15 calciatori. La società ha permesso quindi loro di trovare una sistemazione in I-League entro il tempo limite, promettendo di adempiere fino all'ultimo ai contratti qualora non riuscissero a trovare altra sistemazione e di tenerli nella squadra delle riserve che sarà schierata in tornei come la Calcutta Football League.

## Maglie e sponsor
| Casa | Trasferta | Terza |

## Organico

### Rosa ISL
| N. |                         | Ruolo | Calciatore           |
| -- | ----------------------- | ----- | -------------------- |
| 2  | Australia (bandiera)    | D     | Scott Neville        |
| 4  | Scozia (bandiera)       | D     | Daniel Fox           |
| 6  | Germania (bandiera)     | C     | Matti Steinmann      |
| 8  | India (bandiera)        | C     | Mohammed Rafique     |
| 10 | Nigeria (bandiera)      | A     | Bright Enobakhare    |
| 12 | India (bandiera)        | A     | Jeje Lalpekhlua      |
| 14 | India (bandiera)        | C     | Angousana Luwang     |
| 15 | India (bandiera)        | A     | Balwant Singh        |
| 16 | India (bandiera)        | D     | Rana Gharami         |
| 17 | India (bandiera)        | C     | Yumnam Singh         |
| 18 | India (bandiera)        | C     | Eugeneson Lyngdoh    |
| 19 | RD del Congo (bandiera) | C     | Jacques Maghoma      |
| 20 | Galles (bandiera)       | A     | Aaron Amadi-Holloway |
| 21 | India (bandiera)        | D     | Narayan Das          |
| 22 | Irlanda (bandiera)      | C     | Anthony Pilkington   |
| 23 | India (bandiera)        | C     | Bikash Jairu         |
| 24 | India (bandiera)        | P     | Debjit Majumder      |

| N. |                  | Ruolo | Calciatore        |
| -- | ---------------- | ----- | ----------------- |
| 25 | India (bandiera) | D     | Samad Ali Mallick |
| 26 | India (bandiera) | C     | Sehnaj Singh      |
| 27 | India (bandiera) | D     | Lalramchullova    |
| 29 | India (bandiera) | C     | Surchandra Singh  |
| 30 | India (bandiera) | A     | C.K. Vineeth      |
| 31 | India (bandiera) | D     | N Rohen Singh     |
| 32 | India (bandiera) | P     | Mirshad Michu     |
| 33 | India (bandiera) | C     | Loken Meitei      |
| 34 | India (bandiera) | A     | Harmanpreet Singh |
| 35 | India (bandiera) | C     | Milan Singh       |
| 47 | India (bandiera) | D     | Raju Gaikwad      |
| 55 | India (bandiera) | D     | Ankit Mukherjee   |
| 56 | India (bandiera) | C     | Ajay Chhetri      |
| 70 | India (bandiera) | D     | Sarthak Golui     |
| 88 | India (bandiera) | C     | Sourav Das        |
| 91 | India (bandiera) | P     | Subrata Pal       |

### Altri giocatori
| N. |                        | Ruolo | Calciatore         |
| -- | ---------------------- | ----- | ------------------ |
|    | India (bandiera)       | D     | Novin Gurung       |
|    | India (bandiera)       | D     | Keegan Pereira     |
|    | India (bandiera)       | D     | Pritam Kumar Singh |
|    | India (bandiera)       | D     | Anil Chavan        |
|    | Inghilterra (bandiera) | D     | Calum Woods        |

| N. |                  | Ruolo | Calciatore   |
| -- | ---------------- | ----- | ------------ |
|    | India (bandiera) | D     | Vikas Saini  |
|    | India (bandiera) | D     | Rino Anto    |
|    | India (bandiera) | C     | Cavin Lobo   |
|    | India (bandiera) | A     | Girik Khosla |

### Staff tecnico
- Robbie Fowler - Allenatore
- Tony Grant - Vice allenatore
- Renedy Singh - Vice allenatore

## Calciomercato
| Acquisti | Acquisti             | Acquisti           | Acquisti   |
| R.       | Nome                 | da                 | Modalità   |
| -------- | -------------------- | ------------------ | ---------- |
| P        | Rafique Ali Sardar   | Jamshedpur         | Definitivo |
| P        | Sankar Roy           | Mohun Bagan        | Definitivo |
| P        | Mirshad Michu        |                    |            |
| P        | Debjit Majumder      | ATK Mohun Bagan    | Prestito   |
| D        | Gurtej Singh         | Hyderabad          | Definitivo |
| D        | Lalramchullova       | Mohun Bagan        | Definitivo |
| D        | Novin Gurung         | Real Kashmir       | Definitivo |
| D        | Mohammed Irshad      | Gokulam Kerala     | Definitivo |
| D        | Keegan Pereira       | Jamshedpur         | Definitivo |
| D        | Pritam Kumar Singh   | Kerala Blasters    | Definitivo |
| D        | Rino Anto            | Bengaluru          | Definitivo |
| D        | Vikas Saini          | Mohammedan         | Definitivo |
| D        | Anil Chavan          | ATK B              | Definitivo |
| D        | Scott Neville        | Brisbane Roar      | Prestito   |
| D        | Daniel Fox           |                    | Svincolato |
| D        | Abhishek Ambekar     |                    |            |
| D        | Samad Ali Mallick    |                    |            |
| D        | Narayan Das          |                    | Svincolato |
| D        | Rana Gharami         | Bengaluru United   | Definitivo |
| C        | Milan Singh          | NorthEast Utd      | Definitivo |
| C        | Eugeneson Lyngdoh    | Bengaluru          | Definitivo |
| C        | Mohammed Rafique     | Mumbai City        | Definitivo |
| C        | Loken Meitei         | TRAU               | Definitivo |
| C        | Bikash Jairu         | Jamshedpur         | Definitivo |
| C        | Sehnaj Singh         | ATK                | Definitivo |
| C        | Cavin Lobo           | Punjab             | Definitivo |
| C        | Angousana Luwang     | TRAU               | Definitivo |
| C        | Anthony Pilkington   | Wigan              | Definitivo |
| C        | Matti Steinmann      | Wellington Phoenix | Definitivo |
| C        | Jacques Maghoma      | Birmingham City    | Definitivo |
| C        | N Rohen Singh        | Classic FA         | Definitivo |
| C        | Yumnam Singh         | Bhawanipore        | Definitivo |
| C        | Surchandra Singh     | Mumbai City        | Definitivo |
| C        | Lalrindika Ralte     |                    |            |
| A        | Balwant Singh        | ATK                | Definitivo |
| A        | Girik Khosla         | Punjab             | Definitivo |
| A        | C.K. Vineeth         | Jamshedpur         | Definitivo |
| A        | Jeje Lalpekhlua      |                    | Svincolato |
| A        | Aaron Amadi-Holloway | Brisbane Roar      | Definitivo |
| A        | Harmanpreet Singh    | Indian Arrows      | Definitivo |

| Cessioni | Cessioni          | Cessioni     | Cessioni      |
| R.       | Nome              | a            | Modalità      |
| -------- | ----------------- | ------------ | ------------- |
| D        | Mehtab Singh      | Mumbai City  | Definitivo    |
| D        | Abhash Thapa      | Hyderabad    | Fine prestito |
| D        | Kamalpreet Singh  | Odisha       | Definitivo    |
| D        | Johnny Acosta     |              | Svincolato    |
| C        | Abhijit Sarkar    | Chennaiyin   | Fine prestito |
| C        | Pintu Mahata      | Sudeva Delhi | Definitivo    |
| A        | Edmund Lalrindika | Bengaluru    | Fine prestito |

### Mercato invernale
| Acquisti | Acquisti          | Acquisti        | Acquisti   |
| R.       | Nome              | da              | Modalità   |
| -------- | ----------------- | --------------- | ---------- |
| P        | Subrata Pal       | Hyderabad       | Prestito   |
| D        | Ankit Mukherjee   | ATK Mohun Bagan | Definitivo |
| D        | Raju Gaikwad      |                 | Svincolato |
| D        | Calum Woods       | Tranmere        | Definitivo |
| D        | Sarthak Golui     | Mumbai City     | Definitivo |
| C        | Ajay Chhetri      | Bengaluru       | Prestito   |
| C        | Sourav Das        | Mumbai City     | Definitivo |
| A        | Bright Enobakhare |                 | Svincolato |

| Cessioni | Cessioni           | Cessioni              | Cessioni   |
| R.       | Nome               | a                     | Modalità   |
| -------- | ------------------ | --------------------- | ---------- |
| P        | Rafique Ali Sardar | Mohammedan            | Prestito   |
| P        | Sankar Roy         | Hyderabad             | Prestito   |
| D        | Gurtej Singh       | Mohammedan            | Prestito   |
| D        | Abhishek Ambekar   | Sudeva Delhi          | Definitivo |
| D        | Mohammed Irshad    | Punjab FC             | Definitivo |
| C        | Lalrindika Ralte   | Real Kashmir          | Definitivo |
| C        | Jaime Santos       | Palmaflor del Trópico | Definitivo |

## Risultati

### Indian Super League
| Arbitro: | Srikrishna C. |

|  |           |                                  |
|  | Marcatori | 49’ Roy Krishna 85’ Manvir Singh |

| Arbitro: | Nagvenkar T. |

|                                                   |           |  |
| Adam le Fondre 20’, 48’ (Rig.) Hernán Santana 58’ | Marcatori |  |

| Arbitro: | Kumar S. |

|                                               |           |  |
| Surchandra Singh 33’ (A.g.) Rochharzela 90+1’ | Marcatori |  |

| Mormugao 10 dicembre 2020, ore 19:00 UTC+5:30 5ª giornata | East Bengal    | 0 – 0 referto | Jamshedpur | Tilak Maidan Stadium (0 spett.)\| Arbitro: \| Kumar Gupta R. \| |
| Arbitro:                                                  | Kumar Gupta R. |               |            |                                                                 |

| Arbitro: | Meitei A. |

|                                                 |           |                          |
| Aridane Santana 56’, 56’ Holicharan Narzary 68’ | Marcatori | 26’, 81’ Jacques Maghoma |

| Arbitro: | Nagvenkar T. |

|                     |           |                        |
| Jeakson Singh 90+4’ | Marcatori | 13’ (A.g.) Bakary Koné |

| Arbitro: | Kundu H. |

|                          |           |                                         |
| Matti Steinmann 59’, 68’ | Marcatori | 13’ Lallianzuala Chhangte 64’ Rahim Ali |

| Arbitro: | Crystal J. |

|                                                                  |           |                         |
| Anthony Pilkington 12’ Jacques Maghoma 39’ Bright Enobakhare 88’ | Marcatori | 90+4’ (A.g.) Daniel Fox |

| Arbitro: | Arumughan R. |

|                       |           |                        |
| Bright Enobakhare 79’ | Marcatori | 81’ Devendra Murgaokar |

| Margao 9 gennaio 2020, ore 19:00 UTC+5:30 11ª giornata | Bengaluru | 0 – 1 referto       | East Bengal | Fatorda Stadium (Kundu H. spett.) |
| \| \| \| \| \| \| Marcatori \| 20’ Matti Steinmann \|  |           |                     |             |                                   |
|                                                        |           |                     |             |                                   |
|                                                        | Marcatori | 20’ Matti Steinmann |             |                                   |

| Arbitro: | Kundu H. |

|                     |           |                   |
| Scott Neville 90+5’ | Marcatori | 64’ Jordan Murray |

| Bambolim 18 gennaio 2021, ore 15:00 UTC+5:30 13ª giornata | Chennaiyin     | 0 – 0 referto | East Bengal | GMC Stadium (0 spett.)\| Arbitro: \| Kumar Gupta R. \| |
| Arbitro:                                                  | Kumar Gupta R. |               |             |                                                        |

| Arbitro: | Srikrishna C. |

|  |           |                   |
|  | Marcatori | 27’ Mourtada Fall |

| Arbitro: | Kundu H. |

|                 |           |                |
| Igor Angulo 39’ | Marcatori | 66’ Daniel Fox |

| Arbitro: | Srikrishna C. |

|  |           |                                              |
|  | Marcatori | 12’ Cleiton Silva 45’ (A.g.) Debjit Majumder |

| Arbitro: | Crystal J. |

|                   |           |                                           |
| Peter Hartley 83’ | Marcatori | 6’ Matti Steinmann 68’ Anthony Pilkington |

| Arbitro: | Meitei A. |

|                       |           |                       |
| Bright Enobakhare 59’ | Marcatori | 90+2’ Aridane Santana |

| Arbitro: | Nagvenkar T. |

|                                                       |           |                 |
| Roy Krishna 15’ David Williams 72’ Javi Hernández 89’ | Marcatori | 41’ (A.g.) Tiri |

| Arbitro: | Kumar Gupta R. |

|                   |           |                                          |
| Sarthak Golui 86’ | Marcatori | 48’ V.P. Suhair 55’ (A.g.) Sarthak Golui |

| Arbitro: | Kundu H. |

| |           |                                                                                                  |
| Lalhrezuala Sailung 33’ Paul Ramfangzauva 49’, 66’ Jerry Mawihmingthanga 51’, 67’ Diego Maurício 70’ | Marcatori | 24’ Anthony Pilkington 37’ (A.g.) Ravi Kumar 60’, 90+5’ Aaron Amadi-Holloway 74’ Jeje Lalpekhlua |

### Andamento in campionato
| Giornata  | 1 | 2  | 3  | 4  | 5  | 6  | 7  | 8  | 9  | 10 | 11 | 12 | 13 | 14 | 15 | 16 | 17 | 18 | 19 | 20 | 21 | 22 |
| --------- | - | -- | -- | -- | -- | -- | -- | -- | -- | -- | -- | -- | -- | -- | -- | -- | -- | -- | -- | -- | -- | -- |
| Luogo     | X | C  | T  | T  | C  | T  | T  | C  | C  | C  | T  | C  | T  | C  | T  | C  | T  | X  | C  | T  | C  | T  |
| Risultato | X | P  | P  | P  | N  | P  | N  | N  | V  | N  | V  | N  | N  | P  | N  | P  | V  | X  | N  | P  | P  | P  |
| Posizione | 7 | 11 | 11 | 11 | 11 | 11 | 10 | 10 | 10 | 9  | 9  | 9  | 10 | 10 | 10 | 10 | 9  | 10 | 9  | 9  | 9  | 9  |

Legenda:

Luogo: C = Casa; T = Trasferta. Risultato: V = Vittoria; N = Pareggio; P = Sconfitta.